# Salsa Périgueux
La salsa Périgueux è un contorno francese a base di vino madera e tartufi neri usata per accompagnare le carni. In alcuni casi, la salsa Périgueux viene preparata utilizzando, le cipolle, il cognac e il foie gras.

## Storia
La salsa, conosciuta in Francia come sauce à la Périgueux dal 1814, prende il nome dal comune occitano di Périgueux, dove si pensa che sia nata.
La salsa è descritta nell'influente Trattato di cucina (1854) di Giovanni Vialardi e in La scienza in cucina e l'arte di mangiar bene (1891) di Pellegrino Artusi. Quest'ultimo definisce il condimento salsa tartufata, non specifica quali tipi di tartufi usare per prepararla e ritiene che possa contenere il marsala o il vino bianco.